# Îles de la Madeleine (Senegal)
Die Îles de la Madeleine sind eine unbewohnte Inselgruppe in Senegal. Sie liegt knapp vier Kilometer vor der Atlantikküste der Hauptstadt Dakar (corniche Ouest) bei Cap Vert.
Die 0,15 km² große Inselgruppe besteht aus der im Küstenverlauf stark zerklüfteten Hauptinsel Île aux Serpents (Sarpan Island) sowie aus der 250 Meter südöstlich gelegenen Île Lougne, einer Gruppe unzugänglicher Felsenklippen, die teilweise über 20 Meter hoch emporragen. Die Inseln und das umgebende fischreiche Meeresgebiet mit einer Fläche von insgesamt 50 Hektar genießen seit 1976 als Parc national des îles de la Madeleine den Status als kleinster Nationalpark des Senegal. und 2005 wurde dieser in die Tentativliste für die Anerkennung als Weltnaturerbe der Unesco aufgenommen.

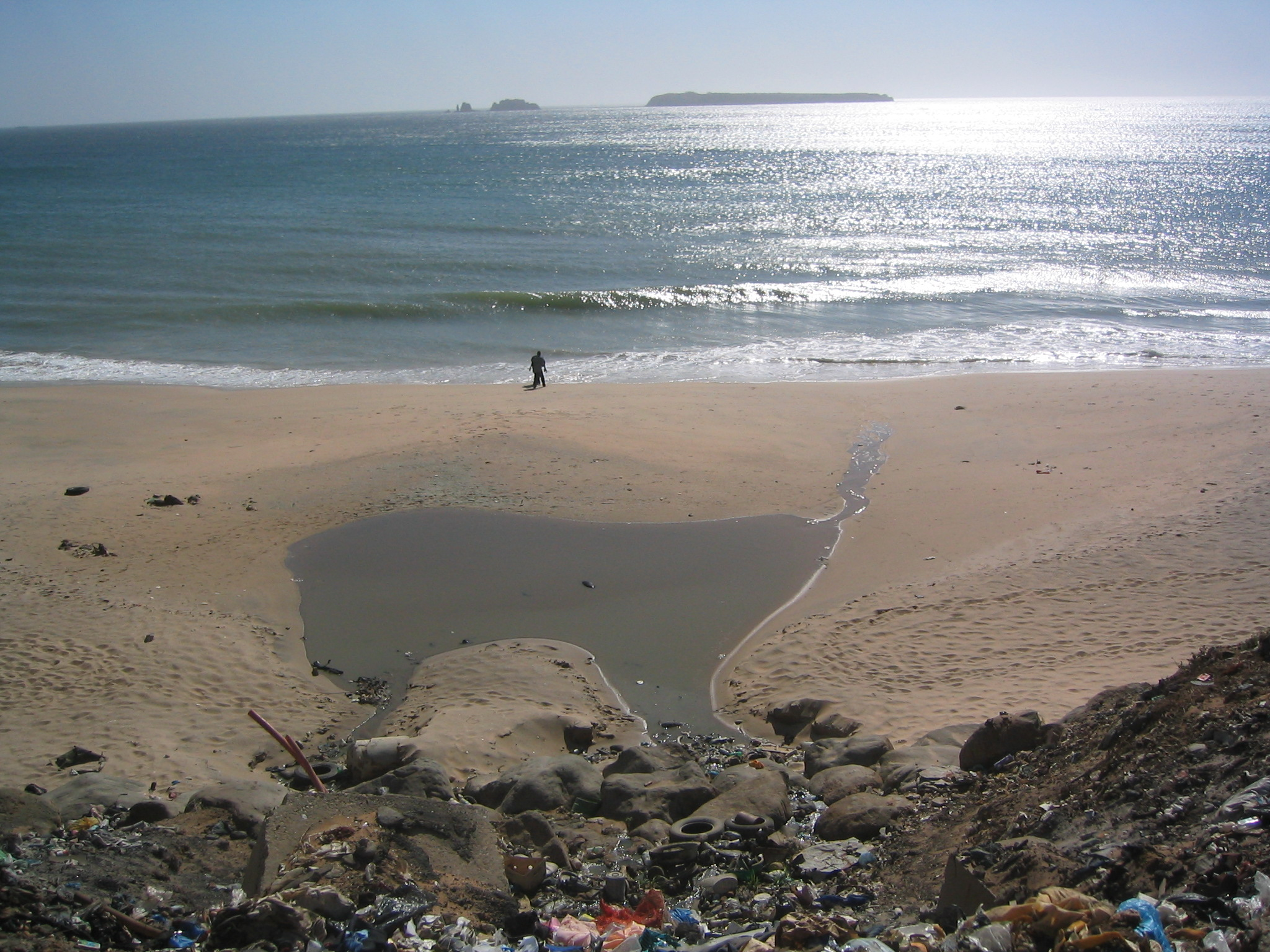
Die Inselgruppe vom Strand in Dakar aus gesehen

Die Hauptinsel bildet ein Plateau von rund 450 Meter Ausdehnung in alle vier Himmelsrichtungen, das eine Höhe von bis zu 35 Metern erreicht und mit steilabfallenden  Felsklippen umgeben ist. Die Nord- und Ostküste verlaufen ziemlich geradlinig, mit Ausnahme eines etwa 75 Meter langen Beckens im Norden mit einer nur 15 Meter breiten felsigen Öffnung zum Meer. Hier findet sich bei Ebbe ein Stück Sandstrand. Im Süden des Plateaus liegt ein Kultplatz des Volkes der Lébou, früher die einzigen Bewohner im Umland der Cap-Vert-Halbinsel, sowie die quadratischen etwa sechs Meter langen Grundmauern eines Bauwerks, das mehrere Jahrhunderte alt sein muss. Im Süden neigt sich das Plateau sanft in Richtung eines natürlichen Beckens von 30 Meter Länge, 10 Meter Breite und 4 Meter Tiefe, dem sogenannten Hubert Creek. Nur hier ist es möglich, mit Booten anzulegen. Schon Michel Adanson stellte dies 1749 auf seiner Erkundungsreise fest und dass man hier "sicher baden könne". Die Einfahrt zu dieser Landebucht wird im Südwesten von zwei mächtigen beieinander stehenden Felsklippen überragt, die die Küstenlinie dort um 250 Meter vom Inselplateau abdrängen. Die Westküste weist noch weitere vorgelagerte Klippen auf, die das Plateau im Nordwesten sogar halbinselartig und eine Bucht an der Westküste bildend, um 250 Meter verlängern.
Wegen der ständigen starken Winde wachsen die Bäume auf der Insel nur kriechend in Bodennähe „wie Lianen“. Deshalb findet man dort Zwerg-Baobabs. Daneben finden sich Eidechsen und Geckos, Schildrabe, Schwarzmilan, Kormoran, Rotschnabel-Tropikvogel, Haubenlerche und Webervögel. Die Meeresfauna bietet Epinephelus, Barrakudas und Thunfische.
Am Strand von Soumbedioune kann man sich ganzjährig bei der Nationalparkverwaltung für einen bis zu vierstündigen kostenpflichtigen Besuch der Insel anmelden.